# 7086 Bopp
7086 Bopp eller 1991 TA1 är en asteroid i huvudbältet som upptäcktes den 5 oktober 1991 av det amerikanska astronom paret Eugene M. och Carolyn S. Shoemaker vid Palomar-observatoriet. Den är uppkallad efter Thomas Bopp och Frank Bopp.
Asteroiden har en diameter på ungefär 4 kilometer och den tillhör asteroidgruppen Hungaria.